# Палафольш
Палафольш — муніципалітет у провінції Барселона, Каталонія, східна Іспанія.

## Міста-побратими
- Поппі, Італія, since 1990
- Aкс-ле-Терм, Франція